# Карнарвон (замок)
Замок Карнарвон (англ. Caernarfon Castle, вал. Castell Caernarfon) — середньовічний замок, розташований у графстві Гвінед. З кінця XI століття й до 1283 року на місці сучасного замку був розташований дерев'яний замок норманського типу (motte-and-bailey). В 1283 році під керівництвом короля Англії Едуарда I на місці старого дерев'яного почали зводити кам'яний. Замок будувався в рамках великомасштабної програми Едуарда I з посилення англійського впливу в Уельсі, в ході якої було споруджено й інші замки (Б'юмаріс, Конві, Харлек), а також засновано нові міста (Флінт, Аберіствіт, Рідлан). Замок є видатним прикладом військової архітектури Західної Європи XIII—XIV століть.

## Історія

### Римська імперія
Перші укріплення на місцевості, де нині знаходиться замок Карнарвон та однойменне місто, були споруджені римлянами. Їхнє військове поселення (каструм), яке вони назвали Сегонцій (лат. Segontium), знаходилось на околицях сучасного Карнарвона. Поселення знаходилось на березі річки Сент, що впадає в протоку Менай. Назва міста Карнарвон походить від назви римського поселення. Валлійською мовою населений пункт був відомий як «y gaer yn Arfon», що означає «укріплення навпроти острова Мон». Мон (вал. Môn) — валлійська назва острова Англсі.

### Нормандське завоювання
В 1066 році Вільгельм, герцог Нормандії, вторгся в Англію. Після завоювання Англії, Вільгельм вирішив підкорити валлійські землі. Відповідно до «Книги Страшного суду», Вільгельм призначив над Уельсом Роберта Рудланського 1086 року, якого було вбито за два роки валлійцями. Його двоюрідний брат, граф Честер, Гуго д'Авранш зміг відновити контроль над Уельсом та спорудив три замки: один у Меріонетширі, другий — на острові Англсі, третій — біля Карнарвона. Карнарвонський замок знаходився на мисі, що утворюється річкою Сент й відділений від острова Англсі протокою Менай. Це був замок норманського типу (англ. motte-and-bailey), що захищався частоколом й пагорбом. Пагорб (англ. motte) у подальшому було використано під час будівництва кам'яного замку Едуардом I; точне розташування житлових і господарських будівель (англ. bailey) невідоме. Імовірно, вони знаходились на північний схід від укріплення. Можливо, на пагорбі знаходилась дерев'яна оборонна вежа (англ. keep). У 1115 році валлійці знову відновили свою владу над Гвінедом, і замок перейшов у володіння принців Уельських. З документів тієї епохи відомо, що в замку зупинялись Ллівелін Великий та Ллівелін Останній.

### Замок Едуарда I

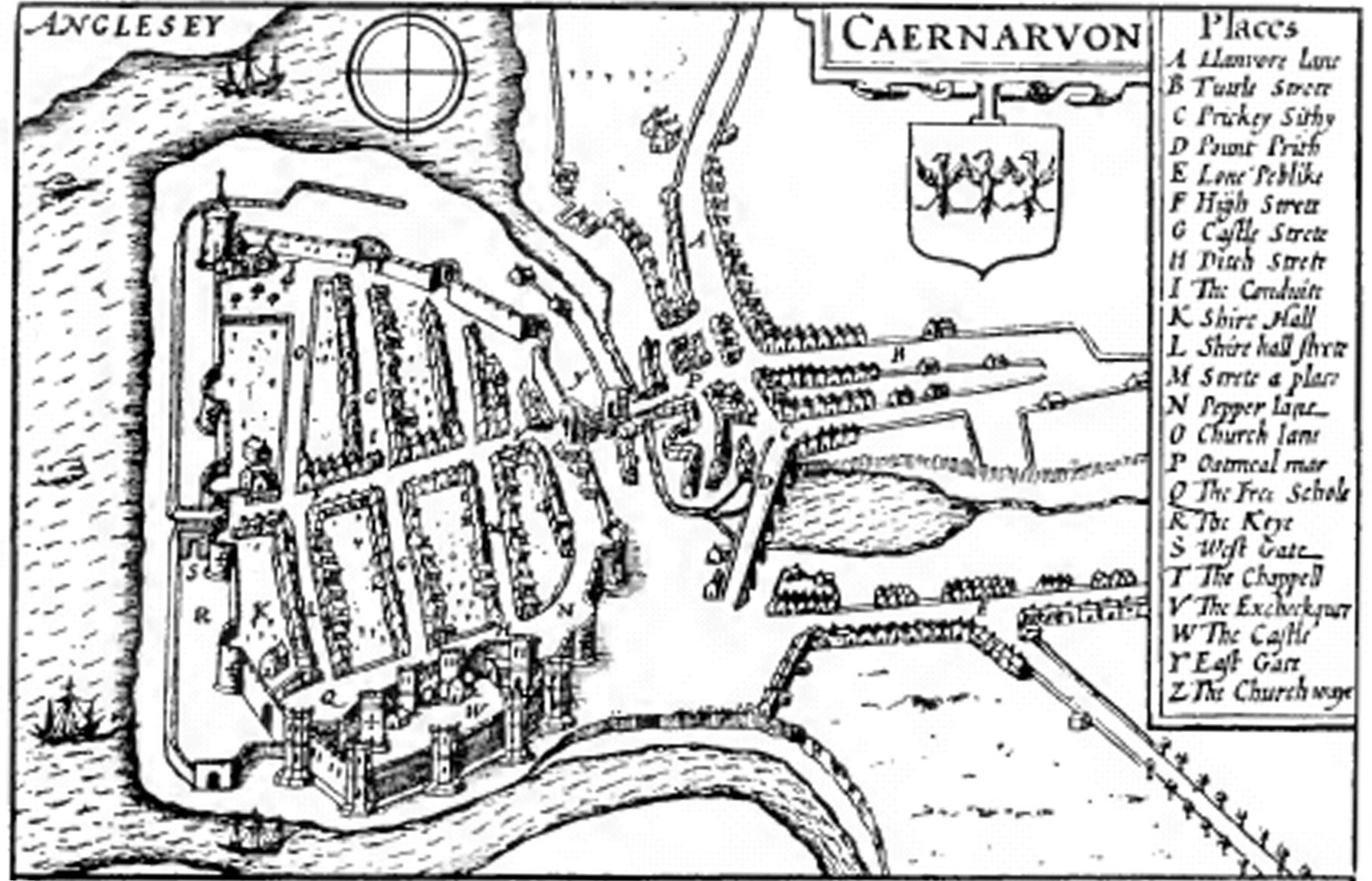
Карта Карнарвона 1610 року. Замок розташований на південь від міста

22 березня 1282 року спалахнула чергова війна між Англією та Уельсом, що почалась з повстання Диффіда ап Гріфіда. 11 грудня того самого року загинув принц Уельський Ллівелін ап Гріфід, який підтримував свого молодшого брата. Диффід ап Гріфід, залишившись без допомоги Ллівеліна, продовжив воювати з Англією, але безуспішно. У травні 1283 року здався останній замок Диффіда — замок Долбадарн, у червні того самого року Диффід був захоплений у полон, а згодом четвертований.
Диффід був останнім принцом Уельським — не англійцем. Після поразки у війні, Диффіда було страчено, а титул принца Уельського почали носити спадкоємці англійського престолу, починаючи з Едуарда II (отримав титул 1301 року), сина Едуарда I, який народився у замку Карнарвон у квітні 1284 року.

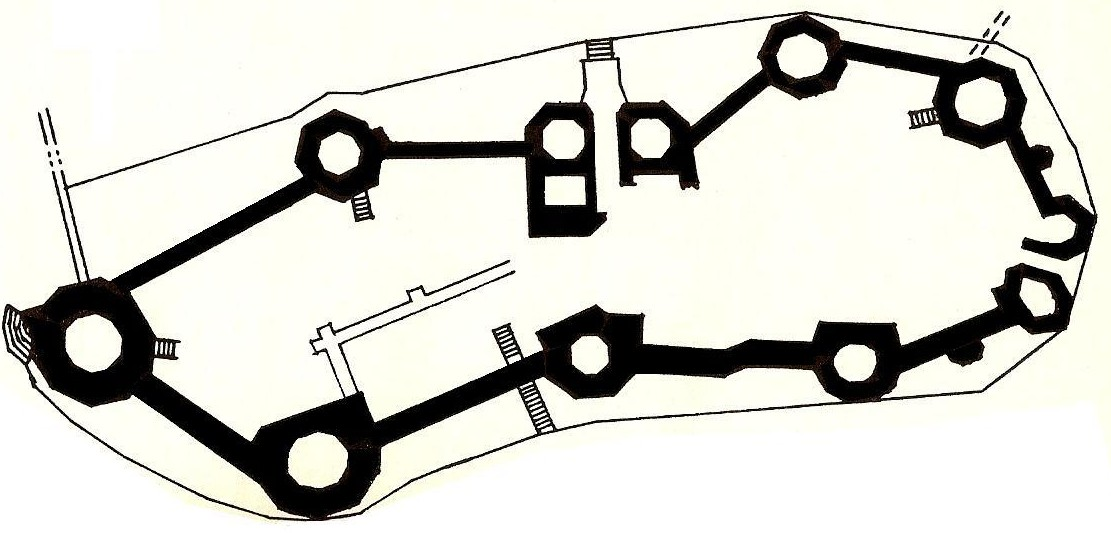
Схема замку

Після перемоги у війні Едуард I узявся до посилення англійського впливу в Уельсі. Окрім замку в Карнарвоні, Едуард почав будівництво замків Конві, Харлек. Відповідальним за будівництво замку був Джеймс із Сен-Джорджа, видатний військовий архітектор того часу. Відповідно до часописів «Квіти історії» (лат. Flores Historiarum), у часи проведення будівельних робіт в Карнарвоні було знайдено тіло римського імператора Магна Максима, яке було перепоховано в місцевій церкві.
Окрім замку було змінено й саме місто: було додано міські стіни, поєднані із замком, було зведено нову пристань. Перша згадка про будівництво в Карнарвоні датується 24 червня 1283 року, коли було вирито рів, що відокремлював замок від міста, розташованого на півночі. Навколо місця розташування майбутнього кам'яного замку було поставлено тимчасовий частокіл (лат. bregatium), покликаний захищати це місце до тих пір, поки не були б зведені стіни замку. Деревину завозили водним шляхом з доволі віддалених місць (таких як Ліверпуль). Камінь же доставлявся з сусідніх місць, таких як острів Англсі. Сотні людей були зайняті викопуванням рову й закладанням фундаменту для майбутнього замку. Місце будівництва замку ставало все більшим й почало залізати на місто, в результаті чого деякі будівлі міста було знищено. Жителі знищених будинків отримали компенсацію лише за три роки. Паралельно з будівництвом стін замку будувались дерев'яні апартаменти для Едуарда I і його дружини Елеонори Кастильської, які відвідали Карнарвон в середині липня 1283 року й зупинились в замку на місяць.
Історик архітектури Арнольд Тейлор вважає, що коли Едуард I і його дружина Елеонора відвідали Карнарвон під час Великодня 1284 року, Орлова вежа (англ. Eagle Tower) була вже збудована. В статуті про Уельс, що вийшов у Рідлані 3 березня 1284 року йдеться, що місту Карнарвон було надано права міста, що мало своїх представників у Парламенті (англ. borough), а також адміністративного центру графства Гвінед.
Стіни міста були майже збудовані вже до 1285 року. Роботи ж над замком тривали. У 1289 році видатки на будівництво замку були незначними, а у 1292 році припинились. Едуард I витратив £80 000 на будівництво замків в Уельсі в період з 1277 до 1304 року а в період з 1277 до 1329 року — £95 000. До 1292 року на будівництво замку та міських стін пішло £12 000. Після зведення південної стіни та міських стін, які оточували Карнарвон в захисне кільце, мав зводитись північний фасад замку.
У 1294 році валлійці підбурили повстання під проводом Мадога ап Ллівеліна. Карнарвон, будучи адміністративним центром і символом англійської влади в Уельсі, був першочерговою ціллю для валлійців. У вересні вони захопили місто, завдаючи у той самий час сильні пошкодження стінам міста. Замок було захищено тільки ровом і тимчасовими укріпленнями, внаслідок чого був швидко захоплений. Невдовзі після цих подій почалась сильна пожежа. Влітку 1295 року англійці висунулись в похід на Карнарвон, й уже в листопаді того самого року узялись заново зводити укріплення. Міським стінам надавався найвищий пріоритет, завдяки чому відновлювальні роботи вдалось завершити за два місяці до закінчення відведеного терміну. Відновлення стало англійській скарбниці у £1195 (приблизно половина суми, яку було первинно витрачено на стіни). Після цього всі зусилля були спрямовані на завершення будівництва замку, зупинене 1292 року. Після придушення повстання Едуард вирішив звести замок Бомаріс на острові Англсі. Контролювати роботи мав Джеймс із Сен-Джорджа, в результаті чого контроль за будівництвом замку в Карнарвоні узяв на себе інший військовий архітектор Волтер з Герефорда. До кінця 1301 року на північну стіну й вежі було витрачено додаткові £4,500. Видатки у період з листопада 1301 до вересня 1304 року невідомі, можливо через те, що багато людей, зайнятих на будівництві, було перекинуто на північ для допомоги у війні з Шотландією. Відповідно до документів тих років, в жовтні 1300 року Волтер з Герефорда був у Карлайлі. Восени 1304 року він повернувся у Карнарвон, й роботи відновились. Після його смерті 1309 року його місце зайняв Генрі з Еллертона. Зведення замку тривало без істотних зволікань аж до 1330 року.
Разом за період з 1284 до 1330 року на будівництво замку було витрачено від £20,000 до £25,000. Це була величезна сума на ті часи. Подальші будівельні роботи в замку були незначними, й усе, що лишилось від замку нині — в основному збереглось з часів правління Едуарда I. Незважаючи на великі видатки, багато, що планувалось побудувати в замку, не було до кінця здійснено. Наприклад, тильні частини воріт Короля (вхід з боку міста) й воріт Королеви (вхід з південно-східного боку) були залишені незавершеними.

### Період з XIV століття донині

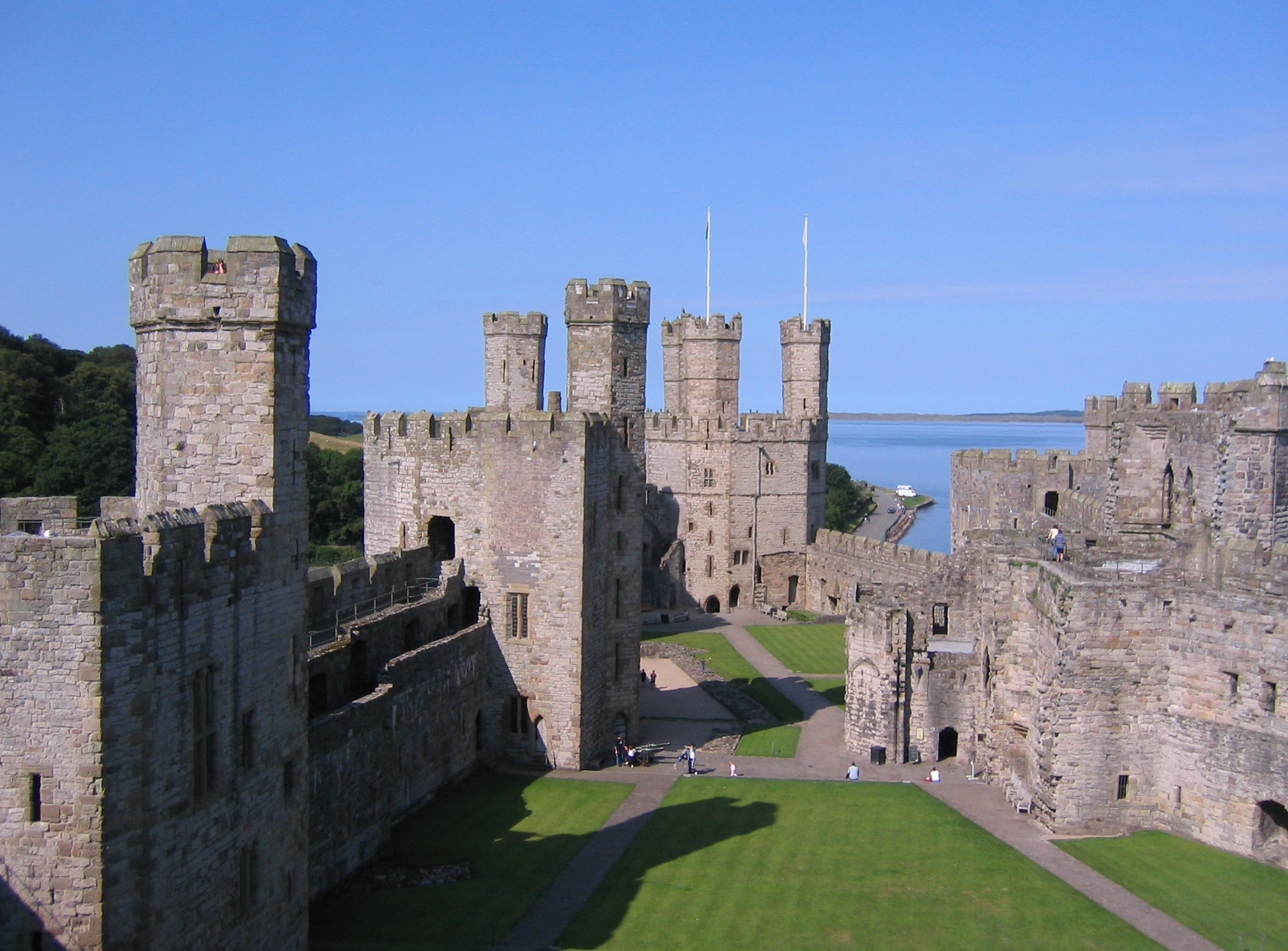
Внутрішній двір замку Карнарвон

Місто Карнарвон, будучи столицею північного Уельсу, мало постійний гарнізон. Перші два століття після правління Едуарда I між валлійцями та англійцями стосунки були доволі напруженими. Спостерігалось відтиснення валлійців від найважливіших посад. На початку XV століття напруженість вилилась у чергове повстання (1400—1415), яке очолив Овайн Гліндур. Під час повстання замок Карнарвон був однією з найголовніших цілей повстанців. Взятий в облогу 1401 року. У листопаді того самого року поблизу замку відбулась битва (англ. Battle of Tuthill) між його гарнізоном та повстанцями, що не мала результату для жодної сторони. У 1403–1404 роках замок знову був під облогою валлійців і союзників-французів; чисельність гарнізону до того часу становила близько 30 чоловік.
Вступ 1485 року на англійський престол династії Тюдорів, що мали валлійське коріння, означав зміни в управлінні Уельсом. За їх правління ворожість між двома народами помітно зменшилась. В результаті англійські замки, збудовані в Уельсі, включаючи замок в Карнарвоні, припинили відігравати суттєву роль з утримання Уельсу за Англією й були полишені.

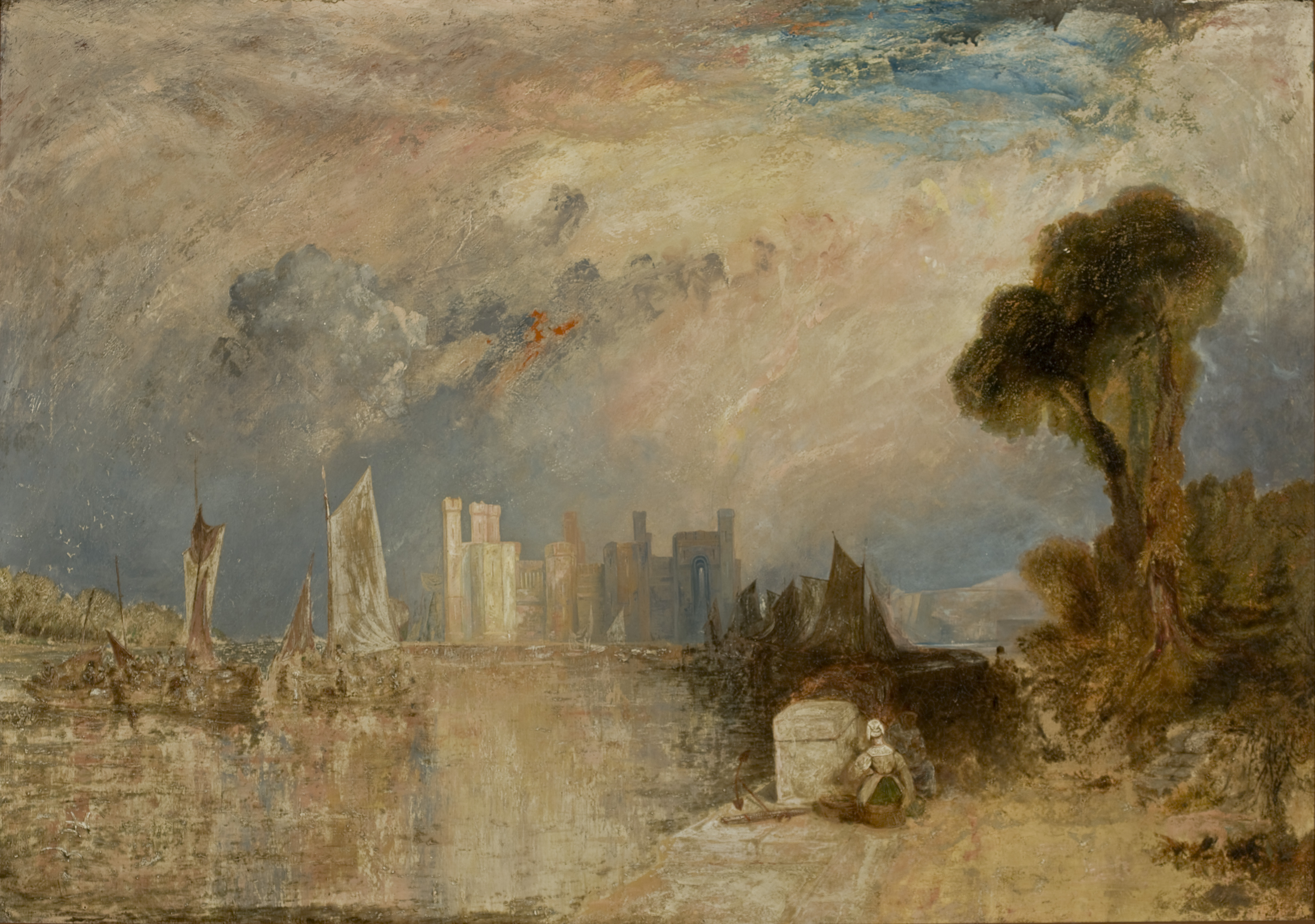
Картина з Карнарвоном 1830—1835 роки. (Вільям Тернер)

Стіни замку й вежі, будучи кам'яними, залишались у гарному стані. Але все, що було зроблено з дерева (наприклад, дахи), згнило. Відомо, що до 1620 року дахи мали тільки Орлова вежа й ворота Короля (англ. King's Gate). Будівлі та споруди всередині замку також були у поганому стані, оскільки все цінне (скло й залізо) з них було знято. Незважаючи на свій занедбаний стан замок, який під час громадянської війни контролювався роялістами, прибічники Парламенту брали в облогу тричі. Комендантом фортеці був Джон Байрон, 1-й барон Байрон. У 1646 році замок здався військам Парламенту. Після цього замок Карнарвон більше не брав участі у жодних війнах. У 1660 році вийшов наказ про його знесення, але робота з його руйнування була швидко припинена, а можливо ніколи й не починалась.
Замок перебував у занедбаному стані аж до кінця XIX століття. Починаючи з 1870-х уряд почав виділяти кошти для того, щоб привести його до ладу. Обов'язки з контролю робіт узяв на себе Ллівелін Тернер. Були відремонтовані сходи, зубці стін і веж, дахи; рів, незважаючи на опір місцевих жителів, було очищено від будівель, оскільки вони псували вигляд. Під покровительством Управління громадських робіт замок, починаючи з 1908 року, отримав захист як будівля, що має важливе історичне значення. У 1911 році вперше в замку Карнарвон було проведено церемонію присвоєння титулу (інвеститура) принца Уельського Едуарду VIII. У 1969 році в замку проводилась інвеститура принца Чарльза. Попри те, що замок є власністю англійської корони з моменту його зведення, він перебуває під охороною CADW (організація з охорони історичних пам'яток Уельсу).
У 1986 році замок увійшов до складу Об'єкта Світової спадщини ЮНЕСКО «Замки та міські стіни Короля Едуарда I у Гвінеді» (англ. Castles and Town Walls of King Edward I in Gwynedd). В замку знаходиться музей валлійських королівських стрільців.

## Архітектура

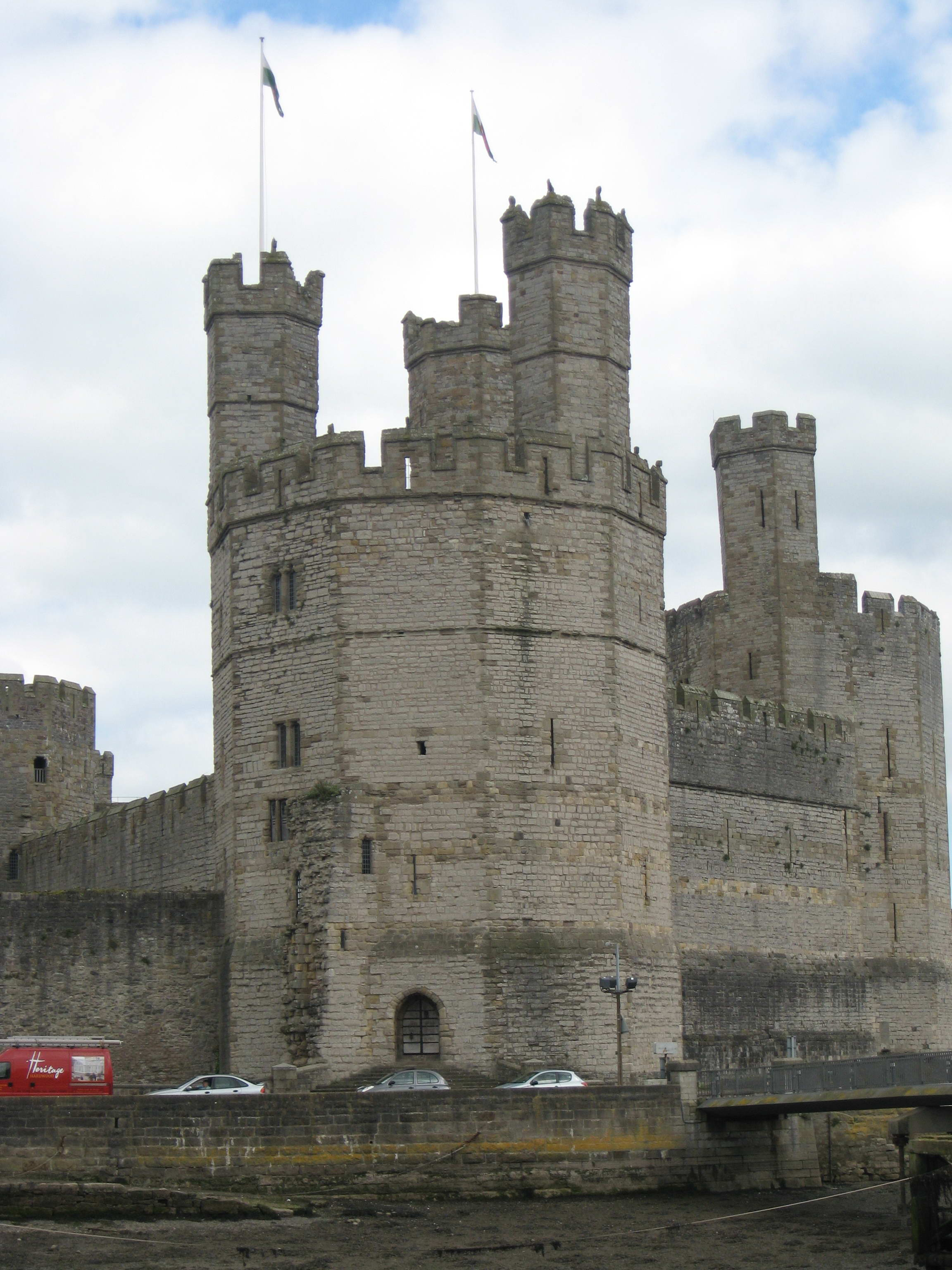
Орлова вежа — найвища вежа замку

На дизайн замку вплинуло бажання зробити з нього величний символ англійської влади над Уельсом. Це було особливо важливо, оскільки Карнарвон тоді мав бути адміністративним центром північної частини приєднаних територій. На розташування замку вплинув вибір найзручнішого географічного положення. Важливу роль у виборі місця також відіграло розташування пагорбу, що використовувався для його дерев'яного нормандського попередника. Стіни замку відгороджують вузький, схожий на грубу вісімку, простір. Цей простір було поділено на дві частини: верхня східна й нижня західна відповідно. Східна частина мала містити апартаменти для короля, які, втім, ніколи не були завершені. Розділення припускало наявність для цієї мети спеціальних споруд, які також не було збудовано. Зовнішній вигляд замку відрізняється від інших замків, зведених Едуардом, низкою кольорових смуг у стінах, які, таким чином, були схожими на стіни Константинополя. Умисне використання прийомів будівництва, що застосовувались в Римській імперії, мало підвищити авторитет Едуарда I як правителя. Також вважається, що на конструкцію замку вплинула мрія римського імператора Магна Максимуса про форт, «найкрасивіший, який люди будь-коли бачили», в межах міста, розташованого поблизу гирла річки у гірській місцевості навпроти острова. Едуард вирішив, що цим фортом був римський Сегонцій.
Окрім смуг різного кольору, з яких складались стіни, замок Карнарвона відрізнявся від інших замків вежами, які у нього були не круглими, а багатокутними. Вважається, що вибір саме такої форми веж також мав асоціюватись із вежами Константинополя. Орлова вежа у західній частині замку була найбільшою. На ній розташовані три башти, кожна з яких в минулому вінчалась статуями орлів. У вежі було велике приміщення й можливо її було зведено для Отто де Грандсона, першого юстиціара Уельсу. Замок також мав спеціальну браму, якою відвідувачі могли до нього потрапити, пливучи вверх річкою Сент.

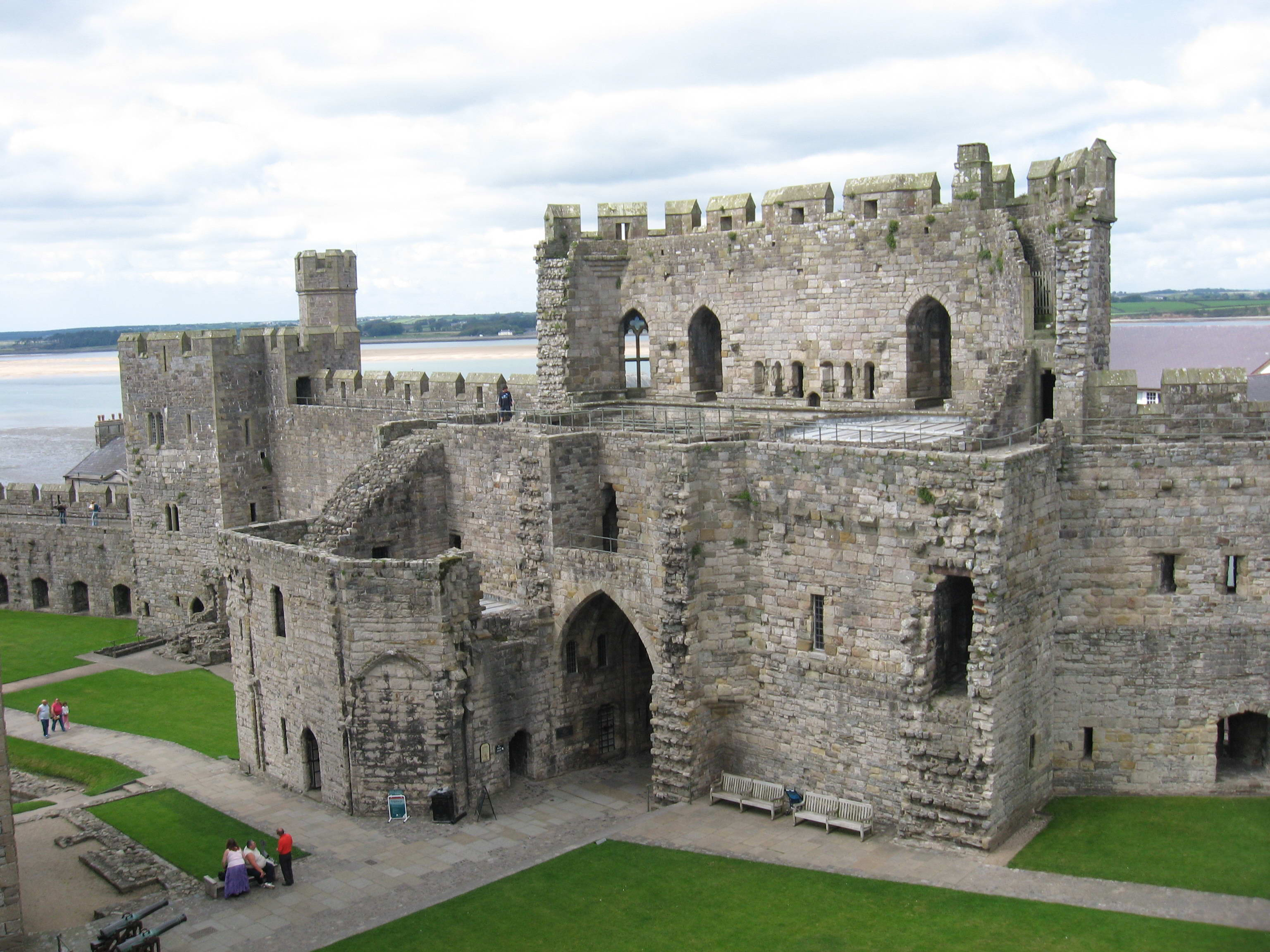
Незавершена внутрішня частина воріт Короля

Замок має два основних входи. Один дозволяє проникнути в замок тільки з розташованого на півночі міста (ворота Короля), інший знаходиться на південному сході й дозволяє потрапити в замок, не заходячи до міста (ворота Королеви (англ. Queen's Gate). Ворота охоронялись типовими для того часу потужними укріпленнями з вежами з обох сторін від входу. Якщо б будівництво воріт Короля було завершено, то людина мала би пройти двома підйомними мостами, через п'ять входів, під шістьома ґратами, що опускались, пройти поворот на 90 градусів, й тільки після цього він опинився б у західній частині замку. Дорогою було безліч бійниць та дір-убивць. У ніші над входом в ворота Короля 1321 року було споруджено статую Едуарда II.
У той час, як стіна й вежі залишились майже недоторканими, все, що залишилось від будівель всередині замку — це їх фундамент. Якщо у верхній частині замку мали знаходитись апартаменти короля, то в нижній — такі будівлі, як кухні. Кухні знаходились одразу на захід від воріт Короля. Іншою ключовою деталлю внутрішнього простору замку був так званий Великий Хол (англ. Great Hall), що примикав до південного боку нижньої частини замку. Від цієї споруди лишився тільки фундамент, але за своїх найкращих часів Великий Хол був вражаючою будівлею з гарною архітектурою, де проводились різні урочисті заходи.